# Кіберхондрія
Кіберхондрія (від префіксоїда кібер- і «іпохондрія», англ. cyberchondria) — це необґрунтована ескалація занепокоєння щодо загальної симптоматики на основі перегляду результатів пошуку та літератури в Інтернеті. Статті в популярних ЗМІ позиціонують кіберхондрію від тимчасового надмірного невротизму до доповнення іпохондрії. Кіберхондрія викликає дедалі більше занепокоєння у багатьох медичних працівників, оскільки тепер пацієнти можуть досліджувати будь-які симптоми рідкісної хвороби чи стану та проявляти стан медичної тривоги.

## Походження та використання терміна
Термін «кіберхондрія» є неологізмом-контамінацією, що походить від термінів кібер- та іпохондрія. (Термін «hypochondrium» (підребер'я) походить з грецької мови і буквально означає область під «хрящем» або «грудною кісткою».) Дослідники Harris Interactive уточнили етимологію кіберхондрії та заявляють у дослідженнях та інтерв'ю, що цей термін не обов'язково має вважатись пейоративом.
Огляд у публікації Британського медичного журналу «Журнал неврології, нейрохірургії та психіатрії» за 2003 рік свідчить, що термін «кіберхондрія» був використаний в 2001 році в статті в британській газеті The Independent для опису «надмірного використання інтернет-сайтів для підживлення тривоги за здоров'я». ВВС також використовували цей термін в квітні 2001 року. Огляд BMJ також цитує книгу Елейн Шоуолтер 1997 року, яка пише, що Інтернет є новим способом поширення «патогенних ідей», таких як синдром війни в Перській затоці та синдром хронічної втоми. Пацієнти з кіберхондрією та пацієнти із іпохондрією часто впевнені, що мають розлади «з загальними або неоднозначними симптомами».

## Дослідження

### Пошукова поведінка в Інтернеті та її вплив
Перше систематичне дослідження кіберхондрії, про яке було повідомлено в листопаді 2008 року, було здійснене дослідниками Microsoft Райєном Вайтом і Еріком Горвітцем, які провели масштабне дослідження, що включало кілька етапів аналізу. Вайт і Горвіц визначили кіберхондрію як «необґрунтоване загострення занепокоєння з приводу загальної симптоматики на основі огляду результатів пошуку та літератури в Інтернеті». Вони проаналізували репрезентативне сканування Інтернету на предмет спільної появи симптомів із захворюваннями у веб-вмісті, а також вміст, що показується як результат пошуку за запитами щодо симптомів, і виявили високі показники зв'язку рідкісних захворювань (наприклад, пухлини мозку) із загальними симптомами (наприклад, головний біль). Вони також проаналізували об'ємні анонімні журнали запитів у всіх популярних пошукових системах і відзначили спільність ескалації запитів від звичайних скарг до запитів про захворювання. Вони також виявили, що потенційно руйнівні запити про розлади (отримані через ескалацію пошуку) можуть тривати в інших сеансах протягом днів, тижнів і місяців, і що запити можуть порушити немедичну пошукову діяльність.
Вайт і Горвіц провели опитування понад 500 осіб, яке підтвердило поширеність медичних тривог, спричинених Інтернетом. Опитування відзначило, що значна частина опитаних вважала ранжування списку результатів на медичний запит пов'язаним із ймовірністю відповідних розладів. Вони вказують на потенційну важливість висновків, отриманих із психології суджень у їхній роботі. Зокрема, вони вказують на те, що вивчені раніше «упередження суджень» відіграють певну роль у кіберхондріях. Автори підкреслили потенційні упередження доступності (чим легше пригадати наслідки чогось, тим більш значними сприймаються такі наслідки) та оману базового відсотку (люди часто неправильно враховують низьку попередню ймовірність подій), що впливають на пошукові системи та людей, які шукають в Інтернеті. Підтверджувальне упередження, схильність людей підтверджувати свої упередження чи гіпотези, також може сприяти кіберхондрії.
У статті, опублікованій у матеріалах симпозіуму Американської асоціації медичної інформатики 2009 року, Вайт і Горвіц представляють подальші висновки свого опитування 500 осіб щодо досвіду людей з онлайн-дослідженням медичних скарг і самодіагностики. Вони виявили, що загалом люди повідомляють про низький рівень тривоги щодо здоров'я, але ескалація занепокоєння через Інтернет часто трапляється приблизно у кожної п'ятої людини. Двоє з п'яти людей повідомляють, що взаємодія з Інтернетом підвищує тривогу за станом здоров'я, а приблизно половина людей повідомляє, що вона зменшує тривогу. Вайт і Горвіц пропонують, щоб постачальники веб-контенту усвідомлювали свою роль у посиленні медичної тривоги та враховували наслідки публікації тривожної медичної інформації, підкреслювали важливість веб-контенту для полегшення взаємодії між пацієнтом і лікарем і рекомендували періодичні опитування та аналіз із різними когортами для відстеження змін в досвіді пошуку інформації про здоров'я з часом.
У статті, опублікованій у матеріалах конференції ACM Special Interest Group on Information Retrieval Conference 2010, автори представляють дослідження щодо прогнозування загострення медичних проблем на основі структури та вмісту веб-сторінок, які зустрічаються під час сеансів медичного пошуку. Вони створюють і потім характеризують продуктивність класифікаторів, які передбачають, чи відбудеться ескалація в запитах, виданих після відвідування сторінки. Їхні висновки показують, що такі ознаки, як серйозна хвороба, що передує щадним поясненням на сторінці (наприклад, рак згадується перед кофеїном на сторінках, що стосуються головного болю), серйозна хвороба на відміну від щадного пояснення з'являється в заголовку сторінки або біля початку сторінки, сторінка з веб-форуму, і сторінка, що має зовнішню перевірку — важливі фактори, що передбачають подальшу ескалацію (або відсутність ескалації).

### Витрати на системи охорони здоров'я
Дослідження вчених з Імперського коледжу Лондона, опубліковане у вересні 2018 року, прийшло до висновку, що кіберхондрія призводить до епідемії тривоги за здоров'я у Великобританії. За словами авторів, кожне п'ятий прийом в Національну службу охорони здоров'я Великобританії (NHS) зараз пов'язаний з ірраціональними страхами щодо стану здоров'я, викликаними Інтернетом. Дослідження оцінило витрати системи охорони здоров'я на такі візити в 420 мільйонів фунтів стерлінгів на рік «тільки в амбулаторних прийомах, а ще мільйони витрачаються на непотрібні тести та сканування».

### Заходи
У документі Королівського коледжу хірургів Ірландії пропонується, щоб лікарі коментували діагнози, опубліковані в Інтернеті, додатковою інформацією, включаючи статистичні дані про захворюваність і поширеність. Це було запропоновано як потенційний засіб для полегшення викликаної онлайн-пошуком тривоги за здоров'я, шляхом розміщення діагнозу в ширшому контексті.

## Медичні сайти
У 2002 році газета Sydney Morning Herald писала: «Візит до інтернет-клініки, ймовірно, діагностує сонливість як хронічну втому, анальний свербіж як рак кишечника, а головний біль як пухлину». Багато авторитетних медичних організацій підтримують вебсайти, які можуть включати короткі огляди різних захворювань для осіб із загальною цікавістю або більш детальну інформацію, щоб сприяти обізнаності людей, яким було поставлено правильний діагноз. Часто перераховуючи діагнози без урахування захворюваності, поширеності чи відповідних факторів ризику, вебсайти можуть змусити користувачів запідозрити досить рідкісні та малоймовірні захворювання як джерело їхніх скарг. Оскільки симптоми багатьох легких станів схожі з більш серйозними захворюваннями та перераховані поруч, користувачі без належної медичної консультації можуть припустити найгірший, а не ймовірний діагноз. Веб-діагностика може викликати багато страждань і тривоги у користувачів, які вважають себе хворими на невиліковні та серйозні захворювання.
Пацієнти, які йдуть наперекір медичним порадам або відмовляються прийняти професійний діагноз, цитуючи сумнівні джерела в Інтернеті, стали більш поширеними і можуть бути неприємною перешкодою для лікарів, які намагаються забезпечити професійний стандарт медичної допомоги. Рекомендується, щоб пацієнти, які сумніваються, спробували отримати другу думку, перш ніж звертатися до джерел в Інтернеті, і щоб самодіагностика не використовувалася як заміна професійної медичної консультації.

## Відкриття ліній зв'язку
Деякі практикуючі лікарі відкриті для особистого дослідження пацієнта, оскільки це може відкрити лінії зв'язку між лікарями та пацієнтами та виявитися цінним для отримання від пацієнта більш повної чи доречної інформації про його поточний стан.
Інші лікарі висловлюють занепокоєння щодо пацієнтів, які самостійно ставлять діагноз на основі інформації, отриманої з Інтернету, коли пацієнт демонструє неповне або викривлене розуміння інших діагностичних можливостей і медичних імовірностей. Пацієнт, який перебільшує один набір симптомів на підтримку свого самодіагнозу, одночасно мінімізуючи або пригнічуючи протилежні симптоми, може погіршити, а не підвищити здатність лікаря поставити правильний діагноз.